# ITIN

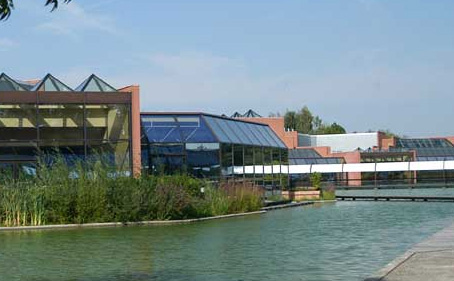
De campus.

ITIN is een hogeschool in Informatica, Netwerk en Bedrijfskundige informatiesystemen gelegen in Cergy, dicht bij Parijs.
Het is een publieke school die gecreëerd werd in 1988 dankzij een samenwerking tussen het Handelsregister van Versailles-Val-d'Oise/Yvelines en het bedrijf Siemens. Het grootste gedeelte van de studenten volgt een duale opleiding (deeltijds werken en leren).
De studenten worden voorbereid voor het behalen van nationale diploma’s (Bachelor en Master degree). ITIN werkt met een groot aantal Europese en internationale partners (leraren en studenten mobiliteit, gemeenschappelijke cursus, dubbel diploma …)

## De Campus
De campus is gelegen in het ‘Cergy Saint Christophe’ parc, 25 kilometer van Parijs.
Men kan het campus bereiken vanuit Parijs, per trein (RER-A) in 40 minuten, halte ‘Gare de Cergy-Saint-Christophe’. Directe bussen verbinden de Internationale vlieghaven ‘Roissy-Charles de Gaulle’ en Cergy in een uur.